# Prodašice
Prodašice (en allemand : Prodaschitz) est une commune du district de Mladá Boleslav, dans la région de Bohême-Centrale, en République tchèque. Sa population s'élevait à 93 habitants en 2020.

## Géographie
Prodašice se trouve à 7 km au nord-ouest de Rožďalovice, à 16,5 km au sud-sud-est de Mladá Boleslav et à 58 km au nord-est de Prague.
La commune est limitée par Ujkovice à l'ouest et au nord, par Dětenice à l'est, par Košík au sud, et par Ledce à l'ouest.

## Histoire
La première mention écrite de la localité date de 1390.

## Transports
Par la route, Prodašice se trouve à 8 km de Rožďalovice, à 21,5 km de Mladá Boleslav et à 70 km du centre de Prague.